# NGC 4980
NGC 4980 is een balkspiraalstelsel in het sterrenbeeld Waterslang. Het hemelobject werd op 30 maart 1835 ontdekt door de Britse astronoom John Herschel.

## Synoniemen
- ESO 443-75
- MCG -5-31-37
- AM 1306-282
- IRAS13064-2822
- PGC 45596